# Château de Courcelles (Mayenne)
 (juillet 2025).
Motif : pas de sources récentes
- Archive Wikiwix
- Bing
- Cairn
- DuckDuckGo
- E. Universalis
- Gallica
- Google
- G. Books
- G. News
- G. Scholar
- Persée
- Qwant
- (zh) Baidu
- (ru) Yandex
- (wd) trouver des œuvres sur Wikidata

| 1. | Préciser le motif de la pose du bandeau. | Précisez le motif de la pose du bandeau en utilisant la syntaxe suivante : {{admissibilité à vérifier\|date=juillet 2025\|motif=remplacez ce texte par le motif}}                                    |
| 2. | Informer les utilisateurs concernés.     | Pensez à avertir le créateur de l'article, par exemple, en insérant le code ci-dessous sur sa page de discussion : {{subst:avertissement admissibilité à vérifier\|Château de Courcelles (Mayenne)}} |

Pour les articles homonymes, voir Château de Courcelles.
Le château de Courcelles est un château français situé à Nuillé-sur-Vicoin, dans le département de la Mayenne et la région des Pays de la Loire. Il est situé  à 1 500 mètres au Nord-Ouest du bourg.

## Désignation
- Château et chapelle fondée, près de la Lande-Communeau (Hubert Jaillot).
- Village et chapelle (carte de Cassini).

## Histoire
Terre, fief et seigneurie mouvante de Montchevrier. Pour remplir les intentions de Pierre Le Clerc, son mari, Perrine Ouvrard lègue en 1637 une somme de 300 ₶, pour édifier à Courcelles « une chapelle commode », ordonnant que le bois serait pris sur la Goupillère de Quelaines. Cette chapelle, dédiée à saint Pavace, est estimée en 1777 d'un revenu de 20 ₶. 

## Sources et bibliographie
- « Château de Courcelles (Mayenne) », dans Alphonse-Victor Angot et Ferdinand Gaugain, Dictionnaire historique, topographique et biographique de la Mayenne, Laval, A. Goupil, 1900-1910 [détail des éditions] (BNF 34106789, présentation en ligne)